# Anarcha-féminisme

Drapeau de l'anarcha-féminisme.

Symbole de l'anarcha-féminisme.

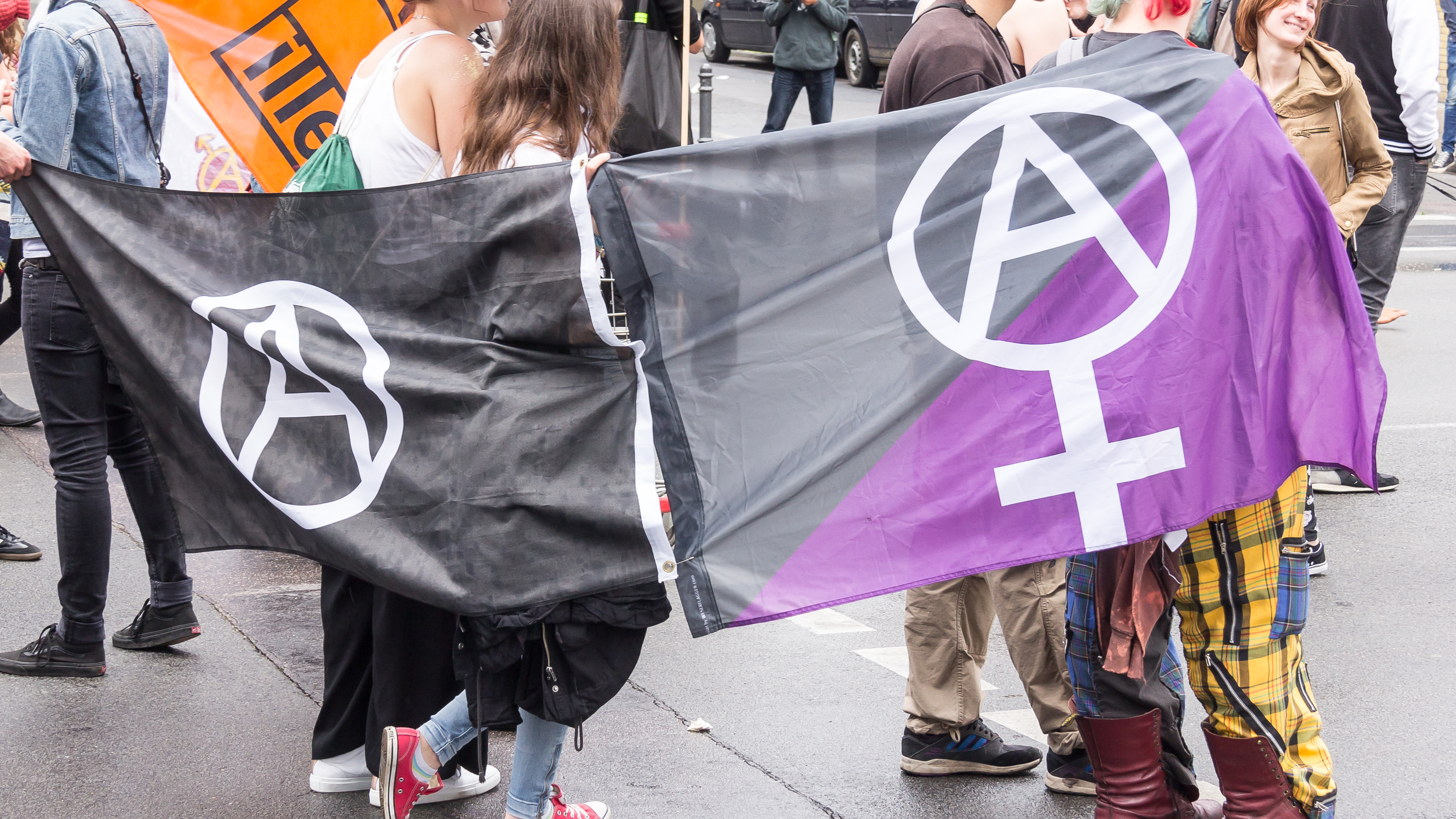
Manifestation anarcha-féministe à Cologne en 2016.

L'anarcha-féminisme (aussi nommé anarcho-féminisme ou féminisme libertaire), qui combine féminisme et anarchisme de gauche, considère la domination des hommes sur les femmes comme l'une des premières manifestations de la hiérarchie dans nos sociétés. Le combat contre le patriarcat est donc pour les anarcha-féministes partie intégrante de la lutte des classes et de la lutte contre l'État, comme l'a formulé Susan Brown : « Puisque l'anarchisme est une philosophie politique opposée à toute relation de pouvoir, il est intrinsèquement féministe ».
L'anarcha-féminisme peut apparaître sous forme individuelle, comme aux États-Unis, alors qu'en Europe il est plus souvent pratiqué sous forme collective.

## Histoire

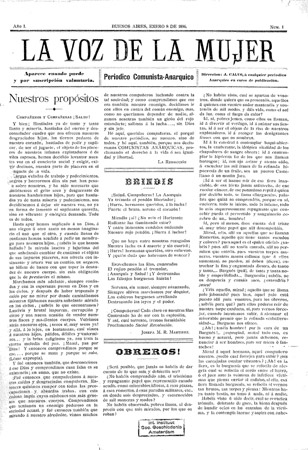
Couverture du journal vers 1895.

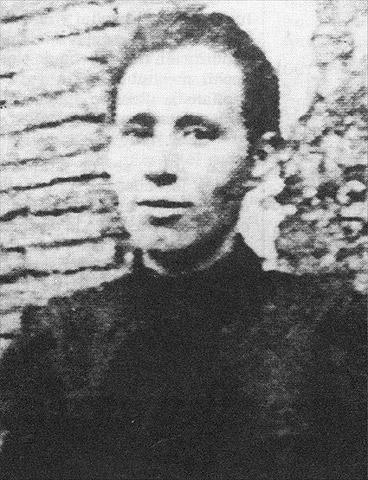
Virginia Bolten (1870-1960).

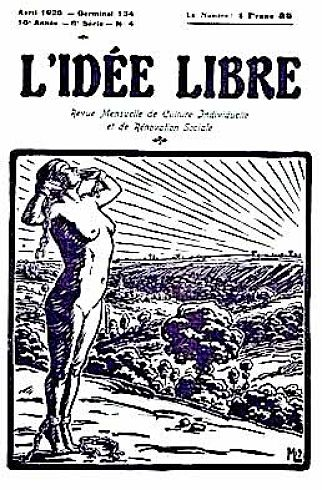
L’Idée libre d'avril 1926.

Éditée en Argentine de 1896 à 1897 (neuf numéros), La Voz de la Mujer (La Voix de la Femme) est la première publication anarcha-féministe au monde. En épigraphe : « Ni dios, ni patron, ni marido » (soit « Ni dieu, ni patron, ni mari »). La figure de proue en est Virginia Bolten, féministe révolutionnaire et communiste libertaire. Ce n’est pas le premier journal féminin en Amérique latine, mais c'est le premier journal féministe et révolutionnaire au sein de la classe ouvrière.
L'anarcha-féminisme s'inspire d'écrivaines de la fin du XIXe siècle telles Emma Goldman, Lucy Parsons et Voltairine de Cleyre.
L'idéologie est pour la première fois mise en pratique, en 1936-1939, lors de la révolution sociale espagnole, par l'organisation féminine libertaire Mujeres Libres (Femmes Libres) et la publication d'une revue du même nom en Espagne de 1936 à 1938.
Les anarcho-féministes critiquent certains théoriciens anarchistes traditionnels, comme Pierre-Joseph Proudhon ou Mikhaïl Bakounine, pour avoir minoré le problème du patriarcat, présenté comme une simple conséquence du capitalisme, ou pour l'avoir soutenu. Proudhon, par exemple, considérait la famille comme une société sous sa forme première, où les femmes avaient la responsabilité de remplir leur rôle traditionnel (voir Proudhon et les femmes). Daniel Guérin (communiste libertaire et fondateur, avec entre autres Christine Delphy et Françoise d'Eaubonne, du Front homosexuel d'action révolutionnaire) en livre une critique acerbe dans son texte Proudhon, un refoulé sexuel.
Cette subordination de la lutte féministe à celle des classes est caractéristique de nombreux mouvements révolutionnaires et militants. Durant les décennies 1960 et 1970, beaucoup de féministes les quitteront à cause de cela afin de former de petits collectifs autonomes ou faire alliance avec les organisations féministes beaucoup moins contestataires de l’ordre social mais non mixtes.

### Les années 1960 et 1970
Dans les années 1960 et 1970, alors que le mouvement féministe est en pleine effervescence, les féministes libertaires américaines, les « anarcha-féministes » comme elles se nomment, soulèvent des débats importants au sujet du pouvoir. Elles critiquent les féministes libérales et sociales-démocrates (ou socialistes), qui défendent l’accession des femmes au pouvoir et qui inscrivent leur action au sein d’un mouvement dirigé par une élite : « Ni un État des travailleurs ni un système matriarcal ne permettra la fin de l’oppression pour tous et toutes. L’objectif, donc, n’est pas de « s’emparer du pouvoir », comme les socialistes exhortent à le faire, mais bien d’abolir le pouvoir ».

### Années 2000
L'anarcha-féminisme continue sous de nouvelles formes, avec une large place donnée au squat politique Hors France, le collectif bolivien Mujeres Creando, le collectif Ainsi Squattent-Elles ! au Québec ou le squat espagnol Eskalera Karakola relèvent du même esprit.

## Thèmes
Un des aspects principaux de l'anarcha-féminisme est son opposition aux conceptions traditionnelles de la famille, de l'éducation et du rôle des sexes, opposition traduite notamment dans sa critique de l'institution du mariage. De Cleyre affirme que le mariage freine l'évolution individuelle, tandis que Goldman écrit : « Le mariage est avant tout un arrangement économique […] la femme le paye de son nom, de sa vie privée, de son estime de soi et même de sa vie ». L'anarcha-féminisme défend donc une famille et des structures éducatives non-hiérarchiques, comme les Écoles modernes, basées sur les idées de Francisco Ferrer.
De nos jours, l'anarcha-féminisme a une forte influence sur l'écoféminisme : « Les écoféministes doivent remarquer qu'à part les anarcho-féministes, aucun mouvement féministe ne s'est préoccupé de la division nature/culture ».
Les rassemblements anarcha-féministes modernes les plus notables sont Mujeres Creando en Bolivie, Radical Cheerleaders aux États-Unis, et la conférence annuelle La Rivolta! à Boston.
L'anarcho-primitivisme est une autre forme d'anarchisme impliquant une idéologie féministe. Inspirés des travaux d'anthropologues tels que Jared Diamond et Eleanor Leacock, qui décrivent dans certaines sociétés passées une relation égalitaire entre hommes et femmes, les anarcho-primitivistes soutiennent que l'agriculture a donné naissance non seulement à la distinction des classes, mais également au patriarcat et au sexisme.

## Presse

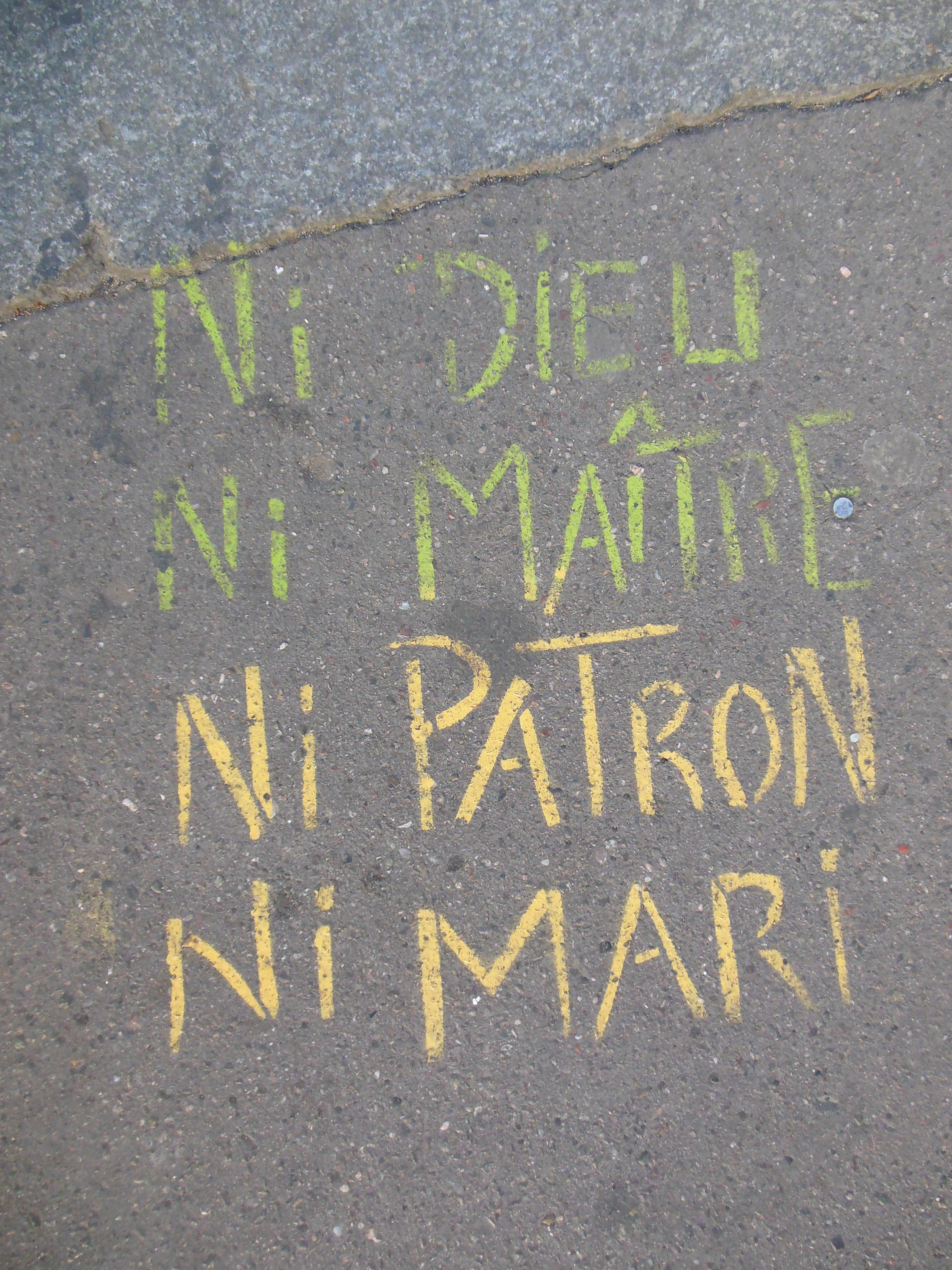
Graffiti anarcha-féministe à Paris, 2012.

Selon l'historienne Marianne Enckell, ce courant s'est exprimé au travers de plusieurs journaux :
- La Voz de la Mujer, (Buenos Aires, 1896-1897) de Virginia Bolten ;
- L'Exploitée (Lausanne, 1907-1908) de Margarethe Faas-Hardegger ;
- Tian Yi Bao (Justice naturelle, Tokyo, en chinois, 1907) de He Zhen et de son compagnon ;
- The Woman Rebel (New York, 1914) de Margaret Sanger ;
- Seiko (Bas-Bleu, Japon, vers 1920) de Noe Itō ;
- Mujeres Libres, (Femmes Libres, Espagne 1936-1939).

## Portraits

### Emma Goldman

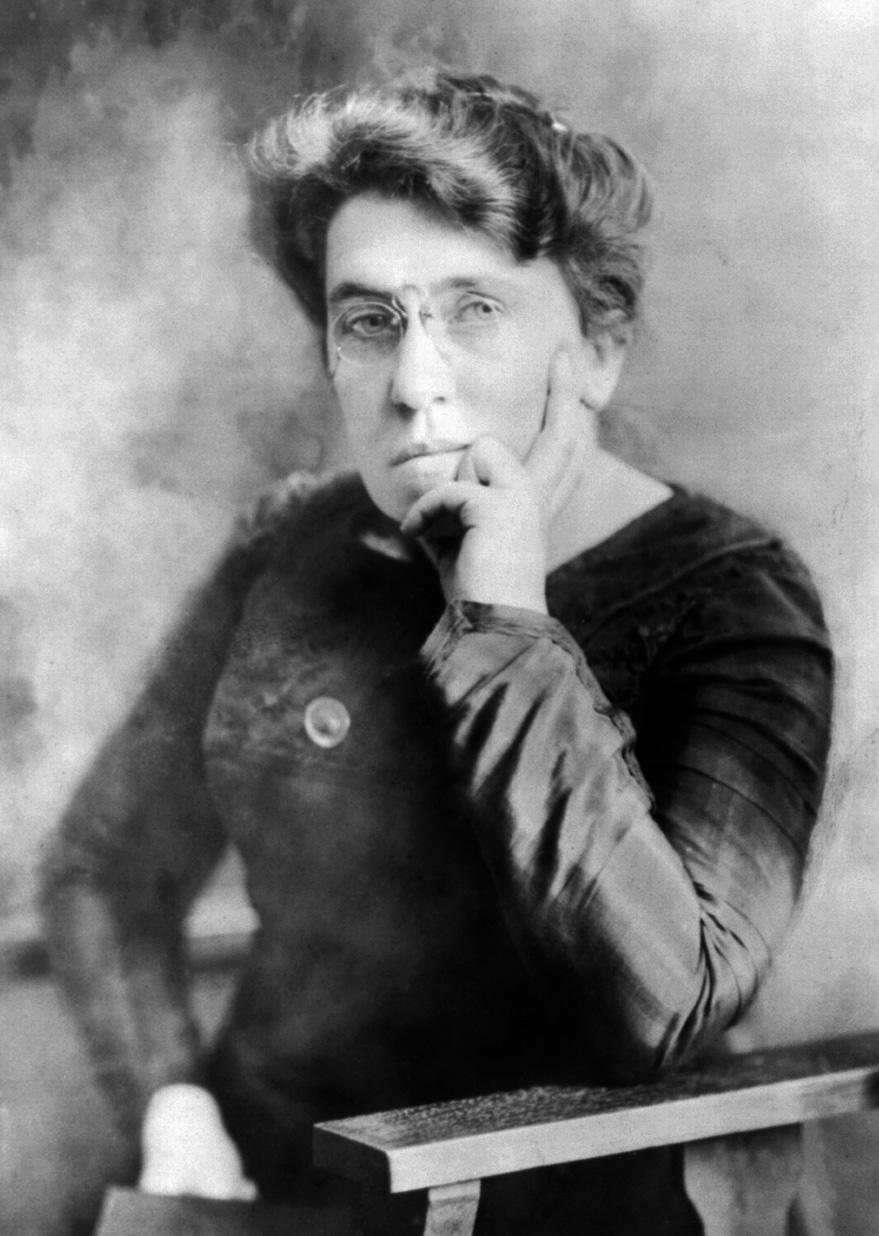
Emma Goldman vers 1911.

Infirmière de formation, Emma Goldman (1869-1940) s'est engagée toute sa vie en faveur de la contraception, de l’amour libre, du droit à la libre maternité, de l’homosexualité ou de l’égalité économique hommes-femmes.
Bien qu'elle soit hostile au féminisme des suffragettes et à ses objectifs en matière de droit de vote des femmes, elle s'est battue passionnément pour la liberté des femmes, et elle est aujourd'hui reconnue comme l'inspiratrice de l'anarcha-féminisme, qui s'oppose au patriarcat comme à une domination à combattre au même titre que l'État ou le capitalisme.
Elle est une pionnière de l'éducation des femmes à la contraception, qu'elle définit comme une « étape de la lutte sociale ». Comme de nombreuses féministes de son époque, elle voit l'avortement comme une conséquence tragique de la misère sociale et la contraception comme une alternative émancipatrice. Elle est aussi une fervente militante de l'amour libre et une opposante radicale au mariage.
En 1896, dans L’anarchisme et la question sexuelle, elle aborde la question de la prostitution en ces termes : « Toutes les unions artificielles qui ne sont pas consacrées par l’amour relèvent de la prostitution, qu’elles soient sanctionnées ou non par l’Église et la société. De telles unions ne peuvent avoir qu’une influence dégradante à la fois sur la morale et la santé de la société ».
Elle juge les premières féministes bourgeoises bridées par les forces sociales du puritanisme et du capitalisme. Elle écrit : « Ce qu’il nous faut, c’est nous dégager des vieilles traditions, des habitudes désuètes, puis aller de l’avant. Le mouvement féministe n’a accompli que le premier pas dans cette direction. Il faut espérer qu’il gagnera assez de force pour en faire un second. Le droit au vote, aux capacités civiques égales peuvent constituer de bonnes revendications, mais l’émancipation réelle ne commence pas plus à l’urne qu’à la barre. Elle commence dans l’âme de la femme. […] par sa régénération intérieure […] le droit le plus vital c’est celui d’aimer et d’être aimée. Si l’émancipation féminine partielle doit se transformer en une émancipation complète et véritable de la femme, c’est à condition qu’elle fasse litière de la notion ridicule qu’être aimée, être amante et mère, est synonyme d’être esclave ou subordonnée. Il faut qu’elle se débarrasse de l’absurde notion du dualisme des sexes, autrement dit que l’homme et la femme représentent deux mondes antagonistes ».
En 1897, elle écrit : « Je réclame l'indépendance de la femme, son droit à gagner sa vie ; de vivre pour elle-même ; d'aimer qui elle veut et autant de personnes qu'elle veut. Je réclame la liberté pour les deux sexes, liberté d'action, liberté d'aimer et liberté d'enfanter ». À un journaliste qui lui demande « Est-ce qu’une personne peut en aimer plusieurs en même temps ? », elle répond : « Je ne vois pas pourquoi pas - s'ils trouvent les mêmes qualités qu’ils aiment dans plusieurs personnes. Qu’est-ce qui pourrait les empêcher d’aimer les mêmes choses dans tous ? […] Si nous cessons d’aimer l’homme ou la femme et que nous trouvons quelqu’un d’autre, comme je l’ai dit avant, nous en parlons et nous changeons tranquillement notre mode de vie. Les affaires privées de la famille n’ont pas besoin d’être exposées dans les tribunaux et ne deviennent pas publiques. Personne ne peut contrôler les sentiments, c’est pourquoi il ne devrait pas y avoir de jalousie ».
Dans son essai sur l'école moderne, elle a également traité des questions de l'éducation sexuelle. Elle s'élève contre le fait que « Les éducateurs connaissent également les résultats sinistres et démoniaques de l'ignorance en matière sexuelle. Pourtant, ils n'ont ni assez de compréhension ni d'humanité pour casser les barrières que le puritanisme a construit autour du sexe. Si au cours de l'enfance on apprenait aux hommes et aux femmes une belle camaraderie, cela neutraliserait la condition hyper-sexualisée des uns et des autres et aiderait l'émancipation des femmes bien plus que toutes les lois sur leur statut et leur droit de vote ».

### Voltairine de Cleyre

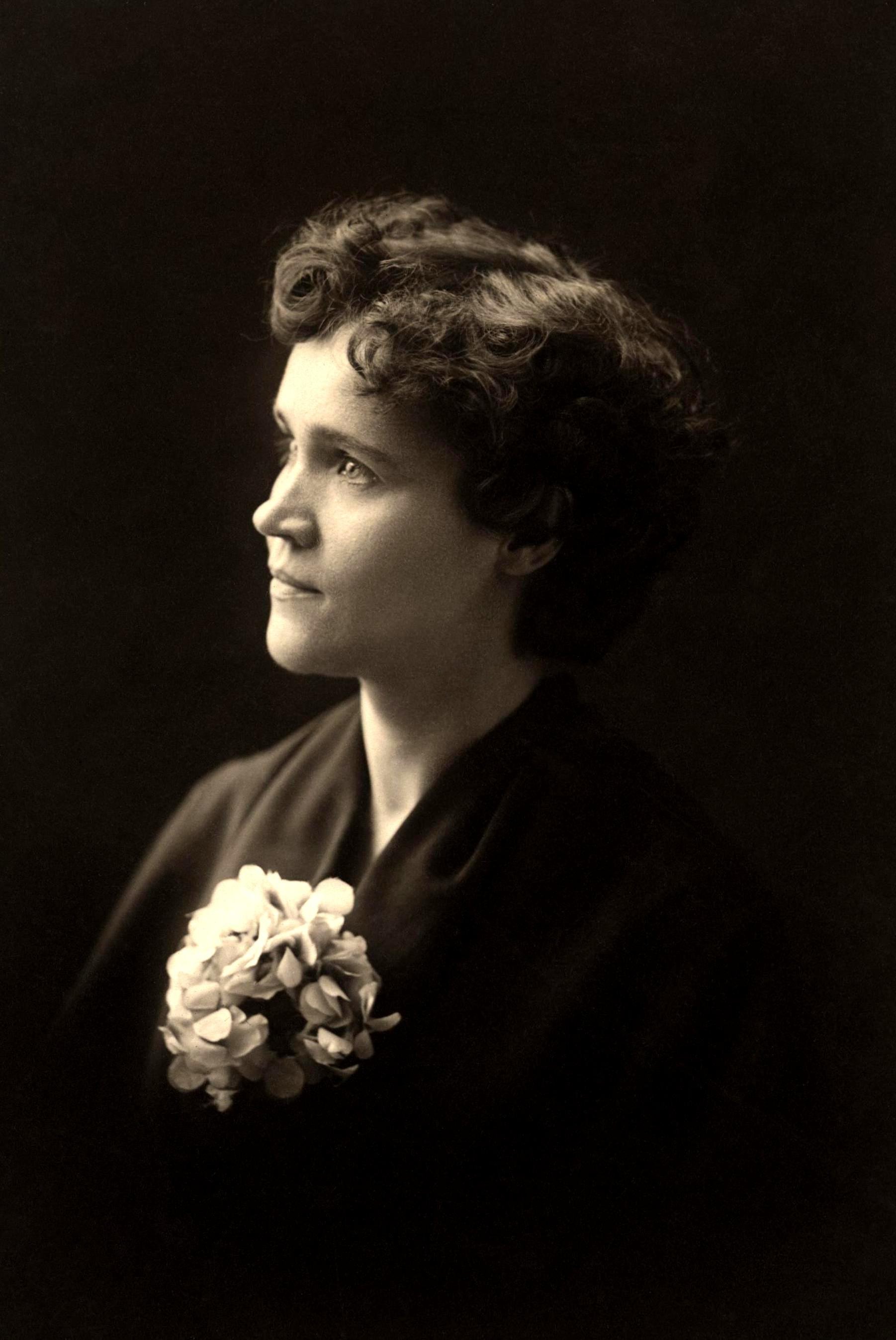
Voltairine de Cleyre à Philadelphie en 1901.

Voltairine de Cleyre est une militante et théoricienne anarchiste américaine qu’Emma Goldman considérait comme « la femme anarchiste la plus douée et la plus brillante que l’Amérique ait jamais produite ».
Elle est l'auteure de chroniques, de poèmes, d'essais politiques surtout consacrés à l’économie, la religion, la pensée anarchiste et ses moyens d’action. Elle promeut un anarchisme sans adjectif qui refuse les « tendances » qui divisent le mouvement libertaire et défend l’action directe comme seul moyen de révolution sociale. Son féminisme radical l'amène, dès 1890, à dénoncer « l’esclavage sexuel » et le viol légal qu’est à ses yeux l'institution du mariage.

### Madeleine Vernet

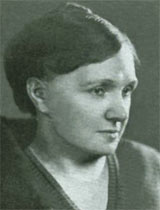
Madeleine Vernet.

À la même époque, en France, Madeleine Vernet (1878-1949) pose les mêmes questions : « Si vous défendez avec tant d’ardeur les droits politiques de la femme, c’est que vous voyez pour celle-ci la libération de son esclavage sexuel, je me permets de vous poser une question : « Quand la femme sera électeur et éligible, le problème de la prostitution sera-t-il résolu ? » Et j’entends bien, n’est-ce pas, la prostitution sous toutes ses formes. […] En carte ou sans carte, soumises ou insoumises, connues ou inconnues, nombreuses sont les femmes qui doivent, pour vivre, avoir recours à la prostitution. Depuis la mondaine que des revers de fortune firent déchoir dans le demi-monde, jusqu’à l’ouvrière qui subit les exigences d’un patron ou d’un contremaître pour sauvegarder l’emploi qui assure le pain à ses petits ; depuis la jeune fille riche qui se vend au mariage pour racheter une faute jusqu’à la pauvre jeune fille que cette même faute mènera au ruisseau (pour employer la commune expression), nombreuses, excessivement nombreuses sont les formes de prostitution ».

### Nelly Roussel

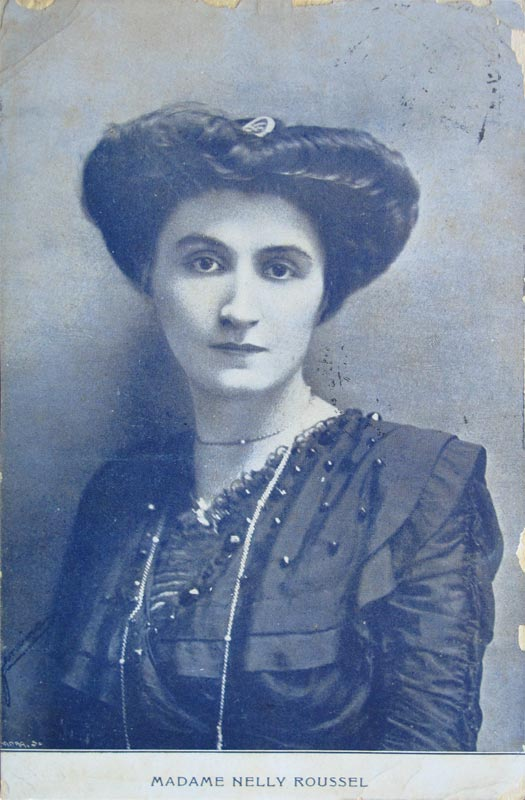
Nelly Roussel en 1911.

Et Nelly Roussel (1878-1922) écrit : « Nul n’est plus que moi - vous le savez peut-être - partisan de l’union libre. Mais « union libre » n’est pas malheureusement synonyme de « union illégale ». L’union véritablement libre - basée uniquement sur l’amour et n’ayant point d’autre raison d’être que lui, - l’union idéale que nous rêvons et que nous travaillons de toutes nos forces à rendre un jour réalisable, cette union-là n’existe pas, ne peut pas exister actuellement pour la femme, - ou tout au moins pour la plupart des femmes. Car, vous le savez aussi bien que moi, il n’est guère de métier où elle ne puisse, même par le travail le plus acharné, subvenir complètement à ses besoins et à ceux de ses enfants. Et ce qui fait son esclavage, ce sont moins peut être les chaînes légales, l’injurieux article du Code lui prescrivant l’obéissance, que la nécessité où elle se trouve, neuf fois sur dix, de recourir à un homme qui l’aide à vivre et qui souvent abuse de sa situation pour l’humilier et l’asservir. Mariage régulier, union illégitime, ou « galanterie »... au fond, c’est toujours la même chose pour la femme, toujours la même situation, aussi périlleuse qu’humiliante : livrer son corps à l’homme en échange du pain quotidien. Si l’amour se glisse au foyer, c’est par hasard et par exception. Eh bien, c’est cela que nous ne voulons plus ! ».

### Mujeres Libres

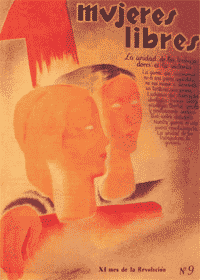
Mujeres Libres, 1938.

En avril 1936, Lucia Sanchez Saornil, Mercedes Comaposada et Amparo Poch y Gascón fondent Mujeres Libres (Femmes Libres), la première organisation féministe autonome prolétarienne en Espagne. Son but est de mettre fin au « triple esclavage des femmes : l’ignorance, le capital et les hommes ». Si quelques-unes des fondatrices exercent des professions libérales, la vaste majorité de ses membres (20 000 environ en juillet 1937) sont issues des classes ouvrières. Les femmes de Mujeres Libres visent à la fois à surmonter les obstacles de l’ignorance et de l’inexpérience qui les empêchent de participer en tant qu'égales à la lutte pour une société meilleure, et à combattre la domination des hommes au sein même du mouvement libertaire.
L'organisation se bat sur deux fronts : pour la libération des femmes et pour la révolution sociale. Dans l'Espagne révolutionnaire des années 1936-1937, les Mujeres Libres s'opposent au sexisme de leurs camarades militants et elles veulent s'émanciper du statut marginal qui leur est réservé au sein d'un mouvement libertaire qui prétend abolir la domination et la hiérarchie. Pour elle, l'émancipation des femmes est inséparable de l'émancipation sociale. Si pour les anarchistes, les moyens mis en œuvre dans la lutte révolutionnaire inspirent la société future, elles affirment que l'égalité des femmes ne suivra pas automatiquement la révolution sociale si elle n'est pas mise en pratique immédiatement. Mujeres Libres prépare les femmes à des rôles de meneuses dans le mouvement anarchiste, elle organise des écoles, des groupes de parole réservés aux femmes, tout ceci afin que les femmes puissent acquérir l'estime de soi et la confiance en leurs capacités[réf. nécessaire].
Mujeres Libres publie un journal éponyme où est abordée l'éducation sexuelle, définie selon les termes de l'époque, comme « la connaissance du fonctionnement physiologique de notre organisme, plus spécialement l'aspect eugénique et sexologique ». À Barcelone, l'association est à l'origine de la création de la Casa de la dona treballadora (maison de la femme travailleuse) et de la campagne en faveur de la réinsertion des prostituées dans les Liberatorios de prostitucion. La prostitution est fermement combattue. Leur but n'est pas de l'aménager mais de l'éradiquer, en rendant les femmes économiquement indépendantes et en réalisant une profonde révolution sociale et morale. Elles se désolent d'ailleurs de voir nombre de leurs camarades hommes fréquenter les maisons de passe.

#### Amparo Poch y Gascón

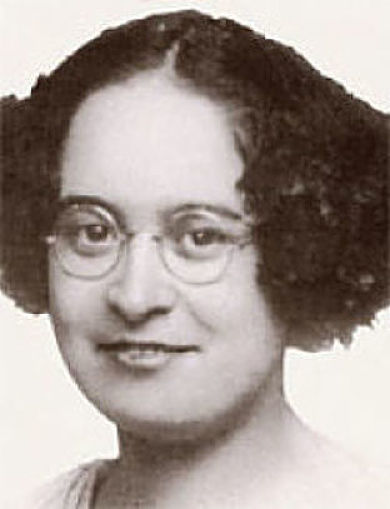
Amparo Poch y Gascón

Amparo Poch y Gascón, docteure en médecine et propagandiste de la liberté sexuelle est une des trois fondatrices des Mujeres Libres. Dans La Vie sexuelle de la femme (1932), elle incite les femmes à s'épanouir par l'amour libre et la pratique de la bisexualité. Elle est responsable, en 1936, des Liberatorios de prostitución, maisons destinées aux prostitués, où elles peuvent recevoir des soins de santé, de la psychothérapie et une formation professionnelle pour leur permettre d'acquérir une indépendance économique par des moyens socialement acceptables. En décembre 1937, elle est responsable d'un lieu d'échange et d'éducation pour les femmes nommé Casal de la Dona Treballadora.

#### Lucía Sánchez Saornil

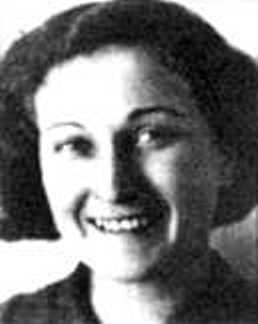
Lucía Sánchez Saornil.

Lucía Sánchez Saornil est une des trois fondatrices des Mujeres Libres. Elle est ouvertement lesbienne. Dès son plus jeune âge, elle écrit de la poésie et est associée au mouvement littéraire des ultraïstes. En 1919, elle a déjà été publiée dans de nombreux journaux comme Los Quijotes, Tableros, Plural, Manantial et La Gaceta Literaria. Grâce à son pseudonyme masculin, elle peut explorer des thématiques lesbiennes à une époque où l'homosexualité est criminalisée, sujette à la censure et à la répression. Profondément déçue par les préjugés chauvinistes des républicains, elle se ligue avec deux camarades, Mercedes Comaposada et Amparo Poch y Gascón pour former Mujeres Libres en avril 1936. Elle rejette le point de vue, dominant chez les anarchistes, que l'égalité des sexes découlera naturellement d'une société sans classes.

## Époque contemporaine
En 2008, le Secrétariat Antipatriarcat de l'organisation Alternative libertaire précise : « En tant que féministes, libertaires et anticapitalistes, nous revendiquons une révolution sexuelle qui ne confonde pas libéralisme et amour libre. Il ne peut donc y avoir de véritable révolution sexuelle sans remise en cause des rapports économiques d’exploitation. Cette révolution suppose aussi une remise en cause de toutes les formes de hiérarchie afin que soient possibles des relations entre individus libérés des rapports de domination. Enfin, elle suppose une éducation libertaire à une sexualité qui permette d’accepter une pluralité de formes de relations amoureuses et sexuelles délivrées du machisme ».

### Anarchaserver et Calafou

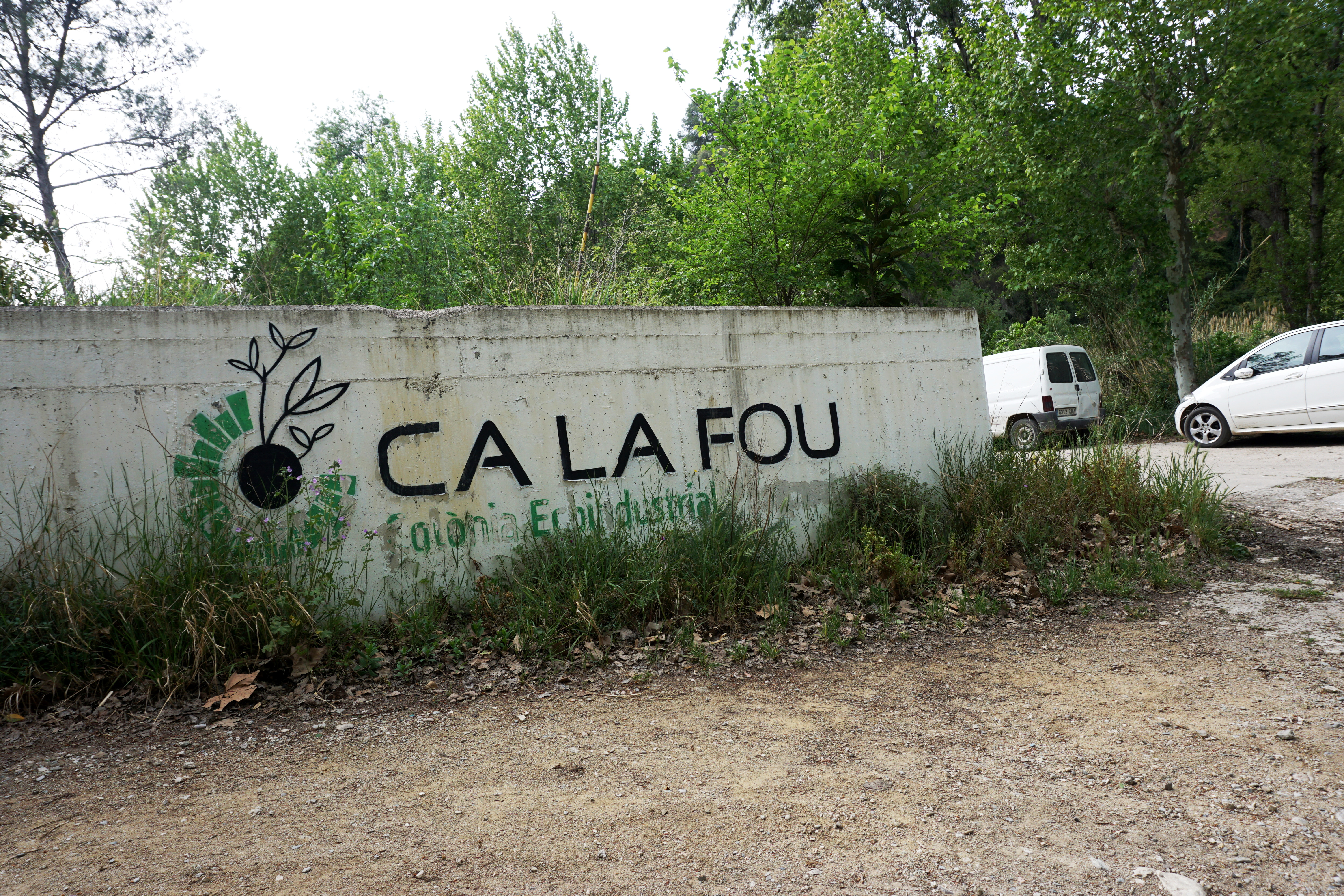
Calafou, lieu coopératif, post-capitaliste, éco-industriel, où on retrouve l’administration d’un serveur féministe anti-patriarchal nommé Anarchaserver.

Loué pour la première fois en 2011 par la colonie,Calafou se veut un endroit accueillant une communauté coopérative post-capitaliste, éco-industrielle, où on retrouve par ailleurs l’administration d’un serveur féministe anti-patriarcal nommé Anarchaserver. Ce serveur, créé par et pour des femmes, permet de protéger leurs sécurités informatiques. Étant donné que les serveurs capitalistes sont hautement centralisés et recueillent les données personnelles des utilisateurs afin de les profiler et de les revendre à des tiers, internet n’est plus jugé comme sécuritaire pour une proportion de la population marginalisée. En effet, « Internet n’est pas un « cyberespace » désincarné, mais un réseau de câbles, de serveurs et de centres de stockage des données, soit une infrastructure modelée par des jeux de pouvoir économiques et géopolitiques ». Les activistes, les féministes, la communauté LGBTQ+, et d’autres groupes victimes de marginalisation se voient exclus de l’accès de se faire entendre, de se faire voir et de pouvoir partager leur idée dans l’infrastructure WEB, en raison du milieu hétéronormatif, parfois sexiste, composée en partie d’hommes qu’est internet. Ce pourquoi Anarchaserver est un serveur autonome créé pour les femmes et la communauté LGBTQ+ nécessitant l’aide de plusieurs membres de la communauté ayant des techniques et des outils différents pour le maintenir en vie. Des hackers, des formatrices en sécurité numérique, des personnes ayant des connaissances en autodéfense numérique féministe et des activistes numériques composent le paysage de la communauté derrière le serveur autonome.
Anarchaserver se distingue en 3 catégories de service offert à ses client.e.s. Le premier service est un wiki qui contient des informations sur Anarcha et sur les rencontres. Le deuxième est transactionnel et permet donc de fixer des rendez-vous et de communiquer entre activistes. et le troisième est une archive stockant les pages féministes qui ne sont plus actives.

### Bibliographie

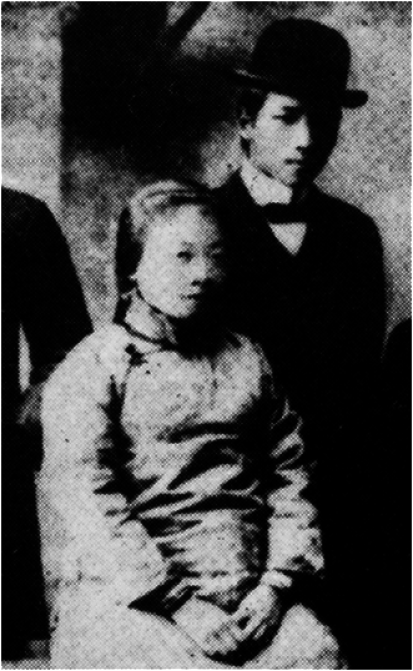
He-Yin Zhen (sans date).